# Igor Janczewski
Igor Janczewski (mac.: Игор Јанчевски; ur. 16 września 1974 w Zemunie) – macedoński piłkarz występujący na pozycji pomocnika.

## Kariera klubowa
W 1996 roku Janczewski rozpoczął grę w drużynie BSC JAS Bardejów, grającej w pierwszej lidze słowackiej. Spędził tam sezon 1996/1997, a potem przeniósł się do niemieckiego SV Waldhof Mannheim, grającego w Regionallidze. Jego barwy reprezentował również przez jeden sezon. W kolejnym zaś był zawodnikiem belgijskiego drugoligowca, KFC Herentals.
W 1999 roku Janczewski przeszedł do bośniackiego klubu NK Brotnjo. W sezonie 1999/2000 wywalczył z nim mistrzostwo Bośni i Hercegowiny, a w kolejnym wicemistrzostwo tego kraju. W 2001 roku odszedł do chorwackiego Varteks Varaždin. W ciągu 4 lat gry dla tego klubu, dwukrotnie dotarł z nim do finału Pucharu Chorwacji, jednak ani razu nie zwyciężył w tych rozgrywkach.
W 2005 roku Janczewski został graczem tureckiego Diyarbakırsporu. W jego barwach nie rozegrał jednak żadnego spotkania w Süper Lig i na początku 2006 roku przeniósł się do izraelskiego Hapoelu Nacerat Illit. Jego barwy reprezentował do końca sezonu 2005/2006. Następnie, przez kolejne dwa występował w cypryjskim Enosisie Neon Paralimni. Grał też w bośniackim zespole NK Čelik Zenica, gdzie w 2009 roku zakończył karierę.

## Kariera reprezentacyjna
W reprezentacji Macedonii Janczewski zadebiutował 9 lutego 2003 w zremisowanym 2:2 towarzyskim meczu z Chorwacją. W latach 2003–2008 w drużynie narodowej rozegrał 27 spotkań.